# Ramphotyphlops splendidus
Ramphotyphlops splendidus este o specie de șerpi din genul Ramphotyphlops, familia Typhlopidae, descrisă de Aplin 1998. Conform Catalogue of Life specia Ramphotyphlops splendidus nu are subspecii cunoscute.